# Людовик II (король Италии)
Людовик II (Людовик II Итальянский; 822/825 — 12 августа 875) — король Италии в 844—875 годах, король Прованса в 863—875 годах, император Запада в 850—875 годах из династии Каролингов.
Сын императора Лотаря I и Ирменгарды Турской; женат с 851 или 852 года на Ангельберге.

## Биография

### Правление
Вскоре после заключения Верденского договора (843 год) отец отослал Людовика в Италию. Папа римский Сергий II вышел навстречу молодому государю и устроил в его честь великолепный приём и в июне 844 года торжественно короновал его королём Италии.
В 846 году арабы поднялись по Тибру до самого Рима и пограбили предместья, в том числе разграбив Собор Святого Петра. Король Людовик сразился с ними, но потерпел поражение и едва сумел спастись.
В 850 году папа Лев IV венчал Людовика императорской короной. Князь Салерно Сиконульф явился к Людовику, присягнул ему на верность и заплатил значительную сумму денег. Заручившись союзом с ним, Людовик двинулся против арабов со всеми находившимися в Италии войсками франков. Князь Беневенто выдал ему находившихся в его городе арабов, и Людовик повелел казнить их, но эта свирепость не остановила врагов, производивших ужасные опустошения. Людовик тщетно осаждал Бари и вскоре отступил.
По Прюмскому разделу, произведённому его отцом Лотарем I 19 сентября 855 года, Людовик II сохранил за собой Итальянское королевство и императорский титул.
В начале 860-х годах возник конфликт императора с папой Николаем I, сместившим без его ведома архиепископа равеннского Иоанна X и не желавшим дать развод его брату Лотарю II. В 864 году Людовик II ввёл своё войско в Рим и обосновался во дворце близ Собора Святого Петра. Папа заперся в Латеранском дворце. Вскоре император заболел лихорадкой и при посредничестве императрицы Ангельберги примирился с папой. В 867 году он после месячной осады отвоевал у арабов Капую и разбил их неподалёку от Люцеры в Апулии. К 869 году он взял также Матеру, Неаполь, Салерно и Беневент. Арабы были блокированы в Бари. После долгой осады император Людовик в феврале 871 года наконец овладел этой крепостью.
Вслед за тем он осадил Тарент. Однако в то же время византийцы, бывшие до этого союзниками Людовика II, перестали помогать ему. К этому прибавилась ещё и измена князя беневентского Адельхиза, вступившего в сговор с Гвефером Салернским, Сергием II Неаполитанским, Ламбертом II Сполетским и Ламбертом Камеринским. Когда Людовик прибыл в Беневенто, Адельхиз изъявил покорность, но когда император отпустил свои войска, поднял мятеж и попытался 13 августа 871 года захватить Людовика спящим. Людовик укрылся в башне и защищался там три дня, но в конце концов был вынужден сдаться. Наконец, 17 сентября епископ Беневентский Айо принудил врагов заключить мир. Императору пришлось поклясться на мощах, что не будет держать зла на мятежного князя. Но Людовик не мог долго прощать такое вероломство. Папа Адриан II освободил его от клятвы, и в 872 году император подступил к Беневенту. Герцог призвал византийцев, которые стали активно помогать ему, в результате чего вся Южная Италия опять вышла из подчинения Императору Запада.
Вскоре он умер, оставив после себя память как о справедливом государе. Современники ставили ему в заслугу то, что он вёл упорную борьбу с мусульманами.

### Брак и дети
Жена: с 851 или 852 года — Ангельберга (ок. 830 — между 896 и 901), возможно, дочь Тьерри III Отёнского и Эммы Баварской, близкая родственница Суппо III. Дети:
- Гизелла (ок. 852/855 — до 28 апреля 868), аббатиса Сан-Сальваторе
- Ирменгарда (ок. 852/855 — до 22 июня 896); муж: с марта 876 года (Павия) — Бозон Вьеннский (ок. 844 — 11 января 887), граф Вьенна и Лиона в 871—880 годах, граф Берри в 872—876 годах, герцог Италии в 875—876 годах, герцог Прованса в 875—879 годах, вице-король Италии в 876—879 годах, граф Макона и Шалона в 877—880 годах, Отёна в 879—880 годах и король Нижней Бургундии (Прованса) в 879—887 годах.